# Pissi (Saponé)
Pour les articles homonymes, voir Pissi.
Pissi est une commune rurale située dans le département de Saponé de la province du Bazèga dans la région du Centre-Sud au Burkina Faso.

## Géographie
Le village est situé à 7 km au Sud-Est de Saponé sur la route départementale 39.

## Santé et éducation
Pissi accueille un centre de santé et de promotion sociale (CSPS).